# The Honeymoon Killers (groupe belge)
Pour les articles homonymes, voir The Honeymoon Killers.
The Honeymoon Killers, originellement appelé Les Tueurs de la Lune de Miel, est un groupe belge de rock expérimental, originaire de Bruxelles.

## Historique
Le groupe est formé à Bruxelles (Belgique) en 1974 par Yvon Vromman, avec Gérald Fenerberg et JF Jones Jacob. Dans sa première période, le groupe se produit principalement à Bruxelles. Arrogant, drôle et féroce, il se spécialise dans ce que son premier producteur Marc Moulin dénommait la « délinquance musicale », détournant et massacrant tous les genres, du rockabilly au punk en passant par la chanson française, la musique de fanfare et le free jazz. En 1977, le groupe enregistre un premier album intitulé Special Manubre, qui paraît sur l'éphémère label de Marc Moulin, Kamikaze.
En 1980, le noyau des Tueurs de la lune de miel fusionne avec celui du groupe Aksak Maboul, soit Marc Hollander et Vincent Kenis. Ils sont rejoints par une chanteuse, Véronique Vincent. Cette nouvelle formation commence par se produire à tour de rôle sous les deux noms, et enregistre en 1981 l'album pour lequel le nom du groupe sera sous-titré The Honeymoon Killers. Le single Route nationale 7 (reprise de Charles Trenet) devient un tube radio en France. L'album paraît en 1982 et bénéficie d'un accueil enthousiaste de la presse en France, Allemagne, Pays-Bas, Suisse, Belgique, et même en Grande-Bretagne, où le groupe fait même la une du NME, fait rarissime pour un groupe qui chante en français (voir extraits de presse). Le groupe tourne à travers l'Europe et au Japon.
Le groupe se dissout en 1985. Yvon Vromman projette de remonter un groupe et d'enregistrer. Pour leur part, Aksak Maboul et Véronique Vincent projettent également d'enregistrer un album. Pour des raisons diverses, aucun des deux projets ne voit le jour. Vromman disparaît en 1989, victime d'une overdose d'héroïne. 
Le deuxième album du groupe est désigné comme « le meilleur album de rock belge de tous les temps » par le magazine MoFo[réf. nécessaire], et figure dans la liste des 10 meilleurs albums belges de l'histoire, publiée en 2008 par le magazine Le Vif/L'Express[réf. nécessaire].
À la fin 2014, un disque de Véronique Vincent et Aksak Maboul, Ex-Futur Album, constitué à partir de bandes inédites enregistrées entre 1980 et 1983, sort chez Crammed Discs, avec notamment Chez les Aborigènes, Réveillons-nous, Je pleure tout le temps, dans des versions studio, ou en concert avec les Honeymoon Killers. En mars 2016, leur deuxième album (Les Tueurs de la lune de miel) est réédité en format vinyle.

## Discographie
- Véronique Vincent & Aksak Maboul, Ex-Futur Album, Crammed Discs Cram 014, 2014.